# Benito Juárez del Progreso
Benito Juárez del Progreso är en ort i Mexiko.   Den ligger i kommunen San Juan Bautista Cuicatlán och delstaten Oaxaca, i den sydöstra delen av landet, 290 km sydost om huvudstaden Mexico City. Benito Juárez del Progreso ligger 617 meter över havet och antalet invånare är 156.
Terrängen runt Benito Juárez del Progreso är varierad. Benito Juárez del Progreso ligger nere i en dal. Runt Benito Juárez del Progreso är det glesbefolkat, med 17 invånare per kvadratkilometer. Närmaste större samhälle är San Juan Bautista Cuicatlán, 1,8 km norr om Benito Juárez del Progreso. Omgivningarna runt Benito Juárez del Progreso är en mosaik av jordbruksmark och naturlig växtlighet.